# Confucius (film)
A Confucius (kínai: 孔子, pinjin: Kǒngzi, magyaros: Kungce) egy 2010-ben bemutatott kínai életrajzi témájú film Hu Mej (Hu Mei) rendezésében, Chow Yun-fat (Konfuciusz) főszereplésével.

## Cselekmény
A Csou-kor (Zhou-kor) idején, a Tavasz és Ősz korszak időszakában a társadalomban káosz uralkodott, a nemesek egymással harcoltak, miközben a néppel nem törődött senki. Lu Tingkung (Lu Dinggong) (Lao Jü (Lao Yu)) kormányzóságában a hatalom három nemesi család, a Csisi (Jishi), a Szusi (Sushi) és a Mengsi (Mengshi) klán kezében van. Lu kormányzó nagyra értékeli Konfuciusz (Chow Yun-fat) elveit és tetteit, mert Csong Tu (Zhong Du) helytartójaként egyetlen év alatt nagy változásokat vitt véghez a területen. Erőszak helyett a tisztesség és emberség vezeti őt. Lu szeretné, ha ezt az egész királyságban megvalósítaná, ezért kinevezi őt igazságügyi miniszternek.
A Csisi (Jishi) klán vezetője egy hagyomány hű temetés alkalmából az elhunyt Li Jizsu (Li Yiru) hadúr szolgáit, lovait is a kriptába viteti és megöleti őket, ám egy fiatal szolga elmenekül és Konfuciusz házába szökik. Konfuciusz bölcsessége egy tanácsülésen mutatkozik meg. Megmenti a fiú életét azzal, hogy párhuzamot állít abban, hogy esetleg a szolgákkal együtt a szintén a hadúr szolgálatában álló nemeseknek is illene „a síron túl is szolgálni urukat”. Eme felvetése után nem nehéz meggyőznie a tanácsot, hogy vessenek véget a véres hagyománynak és Lu is beleegyezését adja.
A Vej (Wei) királyságban az uralkodó Ling házastársa, Nance (Nanzi) nagy befolyást gyakorol a királyra, amit Kuajkuj (Kuaikui) koronaherceg meglehetősen rosszall. Nance (Nanzi) ezúttal azt tanácsolja az uralkodónak, hívja meg Konfuciuszt házukba a herceg tanítójának, amivel Vej (Wei) királysága biztonságban lenne ellenségeitől.
Konfuciusznak sikerül véghezvinni egy szövetséget Lu és Csi (Qi) (Qi) királysága között, holott a Csi (Qi) uralkodó eleinte azt tervezte, elrabolja Lu-t és megkaparintja királyságát. Csapdájukat átlátja a tudós és tanítványai segítségével túljár az ellenség eszén. A belügyminiszterré emelt Konfuciusz új ötlettel áll elő a három klán hatalmának letörésére. Közben harcok kezdődnek a főváros ellen, Lu-t és Konfuciuszt is meg akarják ölni, valamint száműzni a három nemesi klánt. A tudós és a király a Csi (Ji) (Ji) családhoz menekül, ahol megfutamítják a támadó sereget. Lu azonban véget akar vetni a további harcoknak, nem akarja már letörni a három klánt, nem támogatja tovább Konfuciusz törekvéseit.
A tudós elhagyja tisztségét, házát és családját, először Jen Huj (Yan Hui), majd többi tanítványa is követi őt, i.e. 497-től országról országra járva vándorolnak. Eljutnak a Vej (Wei) királyságba, ahol Ling király felkéri őt tanításra, valamint ételt és területet ajánl neki iskola építésére. Nance (Nanzi), a király hitvese vonzalmat ébreszt Konfuciuszban, és a tudós elhagyja a királyságot. Tanítványaival tovább vándorolnak a Szung (Song) Királyságig. Az erdőben, miközben tanítványainak magyaráz, körülöttük kivágják a fákat, mire továbbállnak Cseng (Zheng) királyságáig, ám tiszteletlenül bánnak velük ott is.
I.e. 484-ben Csi (Qi) (Qi) erői megtámadják Lu királyságát, mivel az uralkodó meghalt, így Csi (Qi) (Qi) előnyére fordítja a helyzetet. Tudják, hogy Konfuciuszra lenne szükségük, ám mivel őt száműzték, egyik első tanítványát, Zsan Csiut (Ran Qiu-t) hívják Lu-ba az ellenség visszafordítására. A csata megnyerése után Zsan Csiu (Ran Qiu) azt kéri Lu urától, hogy Konfuciusz visszatérhessen. Ezalatt a tudós és tanítványai Csen (Chen) és Caj (Cai) határán vándorolnak, ahol egy elpusztított faluban telepednek meg. Megtudják, hogy mindenhol harcok folynak a királyságok között, és Wei ura is meghalt. Az új király Konfuciusz egyik tanítványát, Celut (Zilu-t) nevezte ki Puji (Puyi) kormányzójává.
Az öreg mester vándorol tovább hóban és fagyban tanítványaival. Az út során beszakad Konfuciusz kedves tanítványa, Jen Huj (Yan Hui) alatt a jég, aki menteni igyekszik a jeges vízből mestere tekercseit, ahelyett, hogy kimenekülne a vízből, és életét veszti. Később Celu (Zilu) halálhírét hozzák, aki a Vej (Wei) királyságban uralkodó káoszban vesztette életét. Lu halálán lévő kormányzója még mindig szeretné, ha Konfuciusz visszatérne Lu-ba, fia és Zsan Csiu (Ran Qiu) is eljön a tudóshoz, hogy visszavigye. Konfuciusz azzal a feltétellel megy vissza, hogy csak tanítani fog, a politikából hagyják őt ki. I.e. 484-ben több évi vándorlás után végül hazatér tanítványaival Lu-ba, és 479-ben bekövetkezett haláláig ott élte hátralévő éveit.

## Szereplők
- Chow Yun-fat – Konfuciusz
- Csou Hszün (Zhou Xun) – Nance (Nanzi)
- Csen Csianpin (Chen Jianbin) – Csi Szunsze (Ji Sunsi)
- Zsen Csüan (Ren Quan) – Jen Huj (Yan Hui)
- Lu Ji (Lu Yi) – Csi Szunfej (Ji Sunfei)
- Jao Lu (Yao Lu) – Tuke Ting (Duke Ding)

## Forgatás
A film felvételei 2009 márciusában kezdődtek Kína Hebei tartományában, illetve a Hengdian World Studios-ban Csöcsiang (Zhejiang)ban. A kezdeti tervek szerint a film bemutatója még 2009-ben lett volna a Kínai Népköztársaság alakulásának 60. évfordulójára, és egyben Konfuciusz születésének 2560. évfordulójára, végül a bemutató 2010 januárjában volt.

## Fogadtatás
A film már terveinek bejelentésekor vegyes visszhangot váltott ki Kínában. Mivel a film mandarin nyelven készült, a kantoni nyelvjárást beszélő Chow Yun-fattel szemben kétségek merültek föl, hogy megfelelően tudja-e alakítani a nagyra becsült filozófus szerepét. Mások úgy vélték, hogy egy olyan veterán akció és kungfu filmsztár, mint Chow, Konfuciusz karakterét is egy kungfu hőssé változtatná. Ezt a negatív véleményt súlyosbította az is, amikor a hazai színész, Pu Cunhszin (Pu Cunxin) kritizálta Hu Mej (Hu Mei) forgatókönyvét, mert szerinte az a kelleténél több akció és romantikus jelenetet tartalmaz egy olyan filmben, ami egy filozófus életét kellene hogy bemutassa. A Muse hongkongi magazinban Perry Lam bírálata szerint Chow Yun-fat a legkevésbé megfelelő színész Konfuciusz szerepére.
2009 decemberében további indulatokat okozott, amikor Konfuciusz egy leszármazottja, Kung Csian (Kong Jian) pert indított a filmkészítők ellen. Kung Csian (Kong Jian) a film megnézése után több jelenetet töröltetni akart, és tiltakozott a film azon utalási ellen, melyek szerint Konfuciusz vonzódott volna Nancéhez (Nanzihez), a királyi hitveshez.
2010 januárjában a film kínai bemutatójának idején közel 1600 hagyományos, kétdimenziós mozivászonról levették az Avatar című filmet, hogy a Confucius nézettségét biztosítsák. Így az Avatar mindössze kb. 900 háromdimenziós technikával rendelkező moziban volt műsoron, de így is Kína egyik legsikeresebb filmje volt 76 millió dolláros bevételével. A Confucius iránti csökkent figyelem és az Avatar nagy nézettségének hatására a kínai kormány engedélyezte, hogy az Avatar a kétdimenziós mozikban is műsoron legyen. A döntésnek nagyban pénzügyi okai voltak, lévén, hogy az Avatar naponta 2,5-szer annyi bevételt hozott, mint a Confucius.
Egy japán kritika szerint a film megfelelő egyensúlyt mutatott a mondanivaló és a szórakoztatás terén, és bár az akciófilmeket kedvelők nem, de a történelmi és drámai mozikat kedvelők élvezhették a filmet. A chinesefilms.cn weboldal szerint Chow Yun-fat karizmatikus jelenség volt a filmvásznon, de hiányzott a színészi szenvedély belőle. Az operatőr és jelmeztervező munkáját dicséri a cikkíró, viszont jelentős hibának tartja, hogy a modern moziba járókkal nem ismertették meg igazán a filozófus életét és munkáját. Több kritikusi visszhang szólt arról, hogy míg a film első része érdekes és izgalmas, a második rész a tudós vándorlásainak története már unalmassá vált. A forgatókönyvíró Csen Han (Chen Han) erre azt reagálta: „Ilyen Konfuciusz élete a valóságban. Nem várhatunk 100%-ban izgalmas filmet emiatt.” Kínában a film történelmet csinált azzal, hogy az eddigi legnagyobb példányszámban, 2500 másolatot küldtek szét az országban a produkció megfelelő terjesztése és műsorra kerülése érdekében.